# Einārs Gņedojs
Einārs Gņedojs (8 de julio de 1965-9 de noviembre de 2022) fue un futbolista letón que jugaba en la posición de defensa.

## Carrera

### Club
| Periodo   | Club              |
| --------- | ----------------- |
| 1985–1989 | Zvejnieks Liepāja |
| 1991–1994 | Skonto Rīga       |
| 1995      | Starts Brocēni    |
| 1995      | JK Tallinna Sadam |
| 1996      | Skonto FC-2       |
| 1997      | Universitāte Rīga |

### Selección nacional
Jugó para Letonia en 18 partidos de 1992 a 1994 y no anotó goles. Su debut fue el 26 de mayo de 1992 ante Malta. Ganó la Copa Báltica de 1993, y jugó la clasificación de UEFA para la Copa Mundial de Fútbol de 1994.

## Logros

### Club
- Virsliga: 3

1992, 1993, 1994
- Copa de Letonia: 1

1992

### Selección nacional
- Copa Báltica: 1

1993

### Individual
- Elegido al mejor equipo de la Virsliga 1993.